# Renta real
La renta real o ingreso real, refleja la cantidad de bienes o servicios que puede adquirir un consumidor con su renta monetaria correspondiente. La renta monetaria es la cantidad de dinero o ingreso que percibe una persona o economía doméstica en un determinado período de tiempo, es un flujo monetario. Por el contrario, la renta real muestra los bienes que puede adquirir con su renta monetaria. 
La renta real depende de la renta monetaria y de los precios de los productos, si la renta monetaria sube, permaneciendo constante el precio de los productos, sube la renta real. Por el contrario si sube la renta monetaria pero el nivel de precios de los productos sube en la misma proporción, la renta real del sujeto permanece constante, puesto que con la nueva renta monetaria puede comprar los mismos bienes que con la anterior renta monetaria. También se puede incrementar la renta real del sujeto sin que varíe su renta monetaria, cuando permaneciendo constante ésta, desciende el nivel de precios de los productos.
- Datos: Q2576257